# Бремкаускас Йозас Стасіо
Йозас Стасіо Бремкаускас (27 березня 1935, містечко Плокщяй (Плокшу), тепер Шакяйський район, Маріямпольський повіт, Литва — ?) — радянський діяч, будівельник, 1-й секретар Клайпедського міського комітету КП Литви (КПРС). Член ЦК КПРС у 1990—1991 роках.

## Життєпис
З 1941 року був пастухом в місті Плокщяй (Плокшу). З 1947 року працював підсобником та штукатуром на будівельних роботах у Литовській РСР та Карело-Фінській РСР.
З 1955 по 1957 рік служив у Радянській армії.
У 1957—1968 роках — інструктор штукатурних робіт, старший спеціаліст-інструктор, інженер-технолог у будівельних організаціях міста Красноярська.
Член КПРС з 1963 року.
У 1968—1969 роках — начальник цеху дирекції будівництва Клайпедського заводу крупнопанельних будинків Литовської РСР.
У 1969—1986 роках — технолог, старший інженер, заступник начальника цеху, заступник начальника відділу комітету залізобетонних і металевих конструкцій, головний будівельник, заступник головного інженера тресту «Красноярськжитлобуд» № 1, заступник начальника домобудівного комбінату, головний будівельник заводобудівного комітету в місті Красноярську.
У 1976 році закінчив Красноярський політехнічний інститут.
У 1986—1987 роках — заступник начальника відділу, начальник цеху Клайпедського домобудівного комбінату Литовської РСР.
У 1987—1990 роках — керівник держприймання на заводі крупнопанельного домобудівного об'єднання «Клайпеда» Литовської РСР.
У 1990—1991 роках — 1-й секретар Клайпедського міського комітету КП Литви (КПРС).
Подальша доля невідома.